# Louis Gossett, Jr.

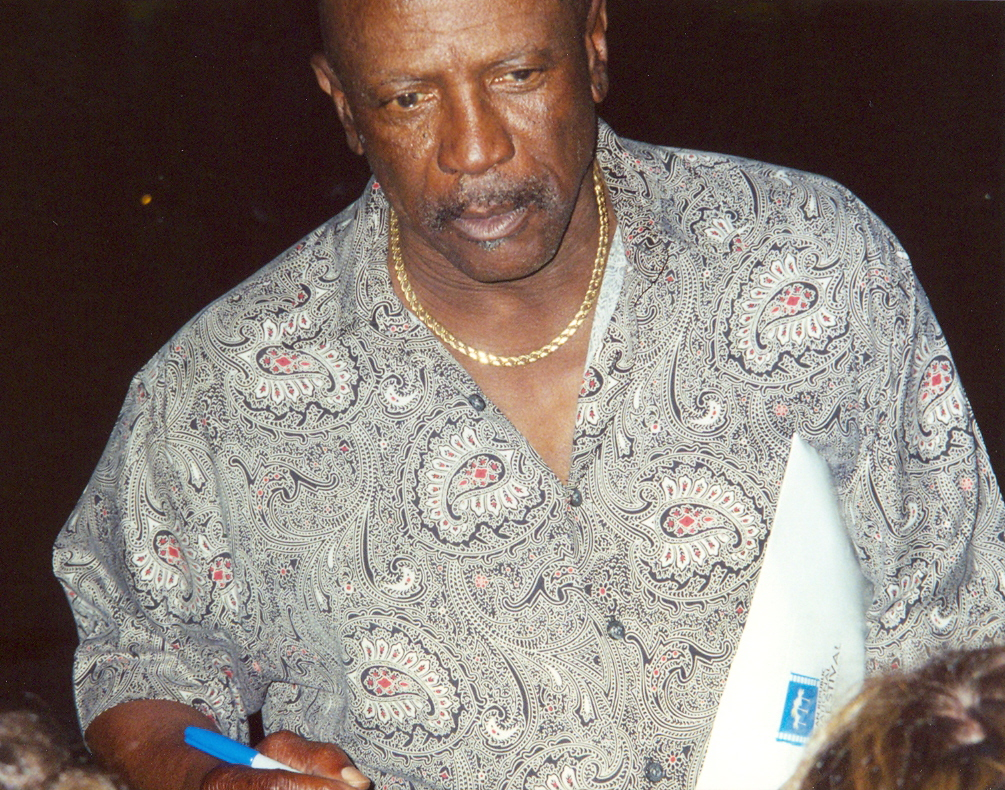
Louis Gossett, Jr.

Louis Gossett, Jr. (n. 27 mai 1936, New York City, New York, SUA – d. 29 martie 2024, Santa Monica, California, SUA) a fost un actor american. A obținut Premiul Oscar pentru cel mai bun actor în rol secundar în anul 1982.

## Filmografie
- 1973 Ancheta inspectorului Martin (The Laughing Policeman), r.  Stuart Rosenberg
- 1977 Adâncurile (The Deep), regia Peter Yates
- 1982 Ofițer și gentleman (An Officer and a Gentleman)
- 1985 Inamicul meu (Enemy Mine)
- 1986 Paznicul muntelui de aur (Firewalker)